# شمعون أزولاي
شمعون أزولاي (بالفرنسية: Simon Azoulay)‏، ولد في 29 ماي 1959 بالرباط، مهندس ورجل أعمال فرنسي من أصول مغربية، الرئيس المدير العام ومؤسس شركة ألتن المتعددة الجنسيات والمتخصصة في الهندسة والاستشارات التكنولوجية.

## سيرته ونشأته
ولد شمعون أزولاي في أسرة متواضعة لأب كان يعمل مراقبا للتذاكر في الهيئة المستقلة للنقل في باريس. تخرج شمعون أزولاي مهندسا من المدرسة العليا للكهرباء (فرنسا)  سنة 1980.

### حياته المهنية
بدأ شمعون أزولاي مساره المهني مع شركة طومسون-سي إس إف(قسم الردارات)، قبل أن ينتقل سنة 1986 للعمل في شركة شلمبرجير البترولية المتعددة الجنسيات.

شعار شركة ألتن لمؤسسها شمعون أزولاي

تعتبر سنة 1988 الانطلاقة الرسمية لشمعون أزولاي نحو عالم المال والأعمال وذلك عندما نجح رفقة صديقين له في إنشاء شركة ألتن، التي أصبح يمتلك 16 في المئة من أسهمها.
سنة 2022 وحسب مجلة شالنج(بالفرنسية Challenges) المتخصصة في عالم الأعمال والتجارة والمال، صنف شمعون أزولاي في المرتبة 193 ضمن لائحة ضمت 500 شخص من أغنياء فرنسا، إذ قدرت ثروته بما مجموعه 625 مليون يورو.